# Premio Eusebio Lorenzo Baleirón
El Premio de poesía Eusebio Lorenzo Baleirón fue instituido en 1988 por el municipio de Dodro con el objetivo de contribuir a la reafirmación de la lírica gallega y en honor al poeta Eusebio Lorenzo Baleirón. Las colecciones de los ganadores se publican, desde 1992, en la Colección de poesía Eusebio Lorenzo Baleirón de Ediciós do Castro.

## Ganadores
- 2016: Ramón Blanco Fernández, Se pedra na brétema.
- 2015: Xerardo Quintiá, Fornelos & Fornelos, segunda fundación.[2]
- 2014: Ramón Neto, Zonas de Tránsito.
- 2013: Cristina Ferreiro Real, As paisaxes eléctricas.
- 2012: Serxio Iglesias, Viaxe ao interior da fenda.
- 2011: Isaac Xubín, Con gume de folla húmida.
- 2010: Luís Valle Regueiro, Fedor.
- 2009: Xosé Daniel Costas Currás, Conservas.
- 2008: Xabier Xil Xardón, Cando menos, a derrota.
- 2007: María Neves Soutelo, Código poético.
- 2006: Rafa Villar, Escoración dos días.
- 2005: Mariña Pérez Rei, Fanerógama.
- 2004: Lupe Gómez, Azul e estranxeira.
- 2003: María Comesaña Besteiros, Zoonose
- 2002: Eduardo Estévez, Caderno apócrifo da pequena defunta.
- 2001: Xosé Lois Rúa, O tránsito da auga.
- 2000: Carlos Penela, Acaso o inverno.
- 1999: Emma Pedreira, Grimorio.
- 1998: Estevo Creus, Teoría do lugar.
- 1997: Emma Couceiro, As entrañas horas.
- 1996: Isidro Novo, Dende unha nada núa.
- 1995: Xosé Miranda, Amantes e viaxeiros.
- 1994: Xosé Manuel Millán Otero, As palabras no espello.
- 1993: Xabier Cordal, Fruto do teixo.
- 1992: Palmira González Boullosa, Asoladamente, o teu nome.
- 1991: Helena Villar Janeiro, Nas hedras da clepsidra.
- 1990: Xavier Rodríguez Barrio, Alba no muro.
- 1989: Gonzalo Navaza, Fábrica íntima.
- 1988: Xosé Manuel López Ardeiro, O matiz esmeralda na sombra.